# Goed te Corbie

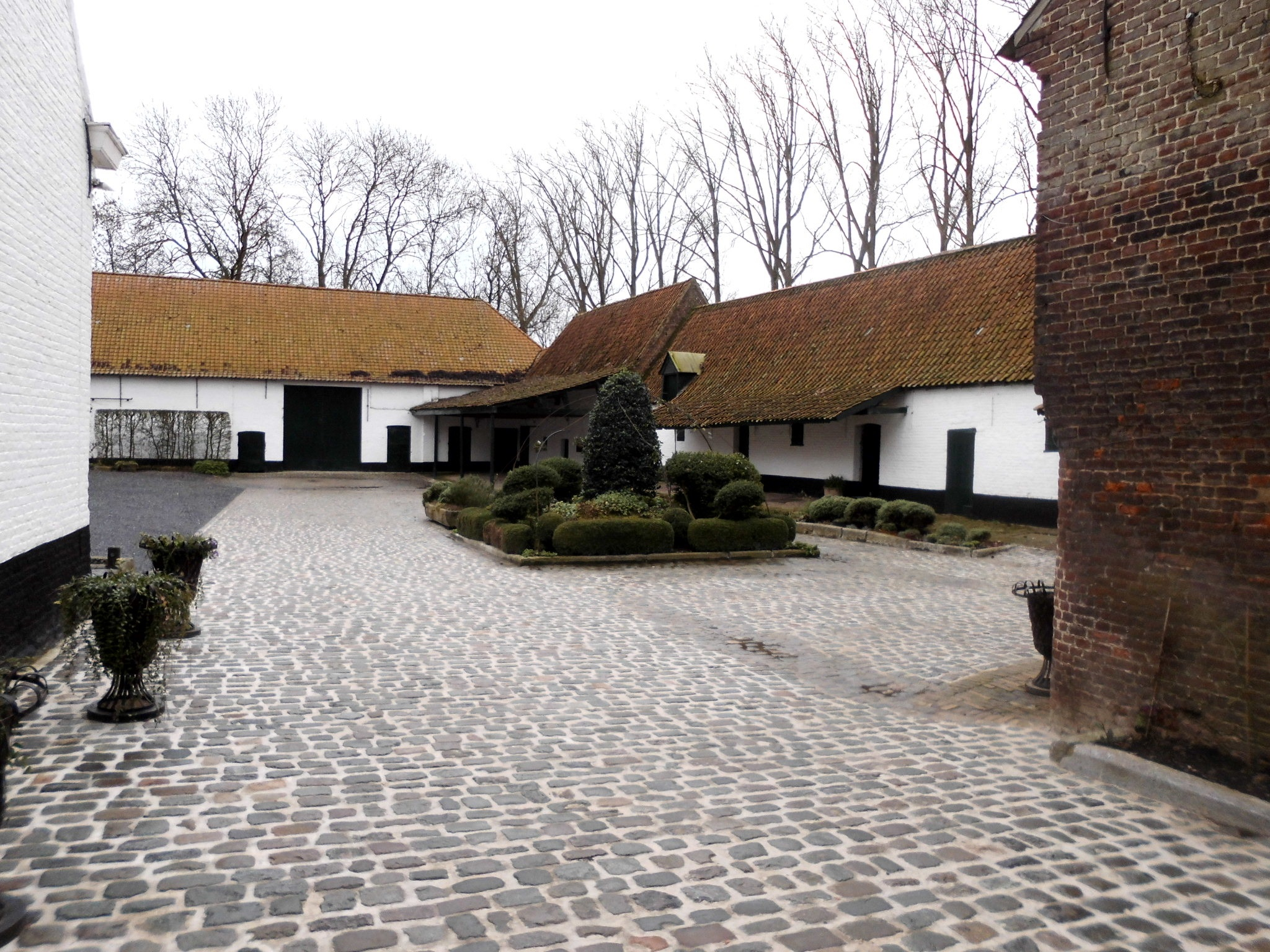
Goed te Corbie

Het Goed te Corbie is een historische hoeve in de tot de West-Vlaamse gemeente Anzegem behorende plaats Kaster, gelegen aan de Varentstraat 27.

## Geschiedenis
Het goed vormde het foncier van de eigenaren van de dorpsheerlijkheid van Kaster, namelijk de Abdij van Corbie. De oudste vermeldingen gaan tot ongeveer 1200 terug. In 1559 werd het gekocht door Godfried van Bocholt. Er volgde een juridisch gevecht met de Abdij. In 1672 werden de goederen toegewezen aan de Abdij, maar verdere juridische processen volgden en in 1742 kwam het voor de Grote Raad van Mechelen, die uiteindelijk de bezittingen toewees aan de prins De Ligne, een verre nazaat van Godfried. In 1794 werd het goed verkocht aan Karel-Robrecht-Jan, markies Maelcamp.
Op de Ferrariskaarten (1770-1778) en de Atlas der Buurtwegen (1846) werd het goed aangegeven. Het heeft een vierkante omgrachting en bestaat uit losse bestanddelen. In 1861 werden het poortgebouw en de duiventoren afgebroken. Ook later in de 19e eeuw vonden verbouwingen plaats en in 1944 ondervond de hoeve ernstige oorlogsschade.

## Boerderij
Het betreft een aantal boerderijgebouwen, gegroepeerd om een vierkant erf en gelegen binnen een vierkante omgrachting. De gebouwen omvatten een 19e-eeuws boerenhuis met oudere kern, een dwarsschuur die de in 1944 vernielde schuur verving. Voorts een 18e-eeuwse stalvleugel, een 19e-eeuws wagenhuis en een vermoedelijk 18e-eeuws bakhuis.